# Passiena duani
Espèce
Passiena duani est une espèce d'araignées aranéomorphes de la famille des Lycosidae.

## Distribution
Cette espèce est endémique du Guangxi en Chine,. Elle se rencontre dans le xian de Ningming.

## Description
Le mâle holotype mesure 4,08 mm et la femelle paratype 4,57 mm.

## Systématique et taxinomie
Cette espèce a été décrite par Tan, Irfan, Zhang et Wang en 2023.

## Étymologie
Cette espèce est nommée en l'honneur de Mei-chun Duan. 

## Publication originale
- Tan, Irfan, Zhang & Wang, 2023 : « First record of the genus Passiena (Araneae, Lycosidae) from China, with the first description of the male of P. spinicrus Thorell, 1890 from Malaysia. » ZooKeys, vol. 1182, p. 1-9 (texte intégral).